# Le Café de Surate
Le Café de Surate est une nouvelle (moins d'une quinzaine de pages) de Jacques-Henri Bernardin de Saint-Pierre, publiée en 1790.

## Histoire
Un théologien persan ayant perdu la foi parce que Dieu n'a pas satisfait ses ambitions (« Ainsi le docteur [...] était venu [...] à croire que c'était non sa propre intelligence qui n'existait plus, mais celle qui gouverne l'univers »), entre dans un café à Surate et pose aux personnes présentes la question de l'existence de Dieu. Les convives, tous de confessions différentes (d'abord un « noir » fétichiste, puis un « brame » (brahman), puis un juif (« un Israélite »), un Italien (catholique), un « ministre protestant » et enfin un « Turc » (musulman)), prennent tour à tour la parole pour affirmer que leur religion est la seule vraie. Comme personne ne s'entend, on se tourne vers le disciple de Confucius, qui jusque-là avait gardé le silence. Celui-ci raconte une querelle similaire dont il avait été témoin entre des gens d'origines différentes prétendant que le soleil ne brillait que dans leur pays, alors que le soleil brille sur toute la terre. De même, dit-il, chaque religion tente de s'approprier Dieu, alors que celui-ci se manifeste à tous par la nature. La nouvelle se conclut par le « profond silence » gardé par « tous les gens du café » après ces paroles de sagesse.

## Extraits
- « Alors un Turc, officier de la douane de Surate, qui fumait sa pipe, dit aux deux chrétiens, d'un air grave : “Padres, comment pouvez-vous borner la connaissance de Dieu à vos églises? La loi de Jésus a été abolie depuis l'arrivée de Mahomet, le Paraclet prédit par Jésus lui-même, le Verbe de Dieu. [...]” »
- « Le disciple de Confucius, ayant retiré ses mains dans les larges manches de sa robe, et les ayant croisées sur sa poitrine, se recueillit en lui-même, et dit d'une voix douce et posée : “Messieurs, si vous me permettez de vous le dire, c'est l'ambition qui empêche, en toutes choses, les hommes d'être d'accord; si vous avez la patience de m'entendre, je vais vous en citer un exemple qui est encore tout frais à ma mémoire.” »
- « Chaque peuple croit renfermer dans ses temples celui que l'univers visible ne renferme pas. Cependant est-il un temple comparable à celui que Dieu lui-même a élevé pour rassembler tous les hommes dans la même communion? Tous les temples du monde ne sont faits qu'à l'imitation de celui de la nature. »